# マルセロ・バルボア
マルセロ・バルボア(Marcelo Balboa, 1967年8月8日 -  )は、アメリカ合衆国イリノイ州シカゴ出身の元サッカー選手であり、元アメリカ代表、現役時代のポジションはセンターバック。
1990年代のアメリカサッカー界を代表するディフェンダーであり、アメリカ代表として3度のワールドカップ本戦23名に名を連ね、代表の試合ではキャプテンも務めたこともあった。アメリカサッカー殿堂の一員にも選ばれている。
引退後は、ESPN、ABCなどのコメンテーターなどの仕事に就き、現在はコロラド州のモナーク高校でサッカーを指導している。

## 経歴

### 高校・大学
アルゼンチンからの移民家系であるバルボアは、カリフォルニア州のセリトスで育った。ユース時代の成績としては、1986年のマクガイアカップ(U-19の国内大会)で優勝したことである。 バルボアの父、ルイスはかつて、アルゼンチンでプロサッカー選手をしており、北米サッカーリーグのシカゴ・マスタングスでプレーする傍ら、彼を指導していた。
1985年にセリトス高校を卒業し、それからの2年間はコミュニティカレッジのセリトスカレッジに籍を置き、アメリカンフットボールのプレースキッカーをもこなし、サッカーではカリフォルニア南海岸地域の選抜選手に2度選ばれている、二足のわらじを履く学生生活だった。セリトスカレッジではバルボアの背番号「3」は永久欠番となっている。
1988年、サンディエゴ州立大学へ編入し、同年には同大学のファーストチーム、翌年には全米のセカンドチームに選ばれ、活躍した。.

## プロ経歴
1987年から1989年まで、バルボアは大学のオフシーズンを利用して、ウエスタンサッカーリーグのプロクラブであるサンディエゴ・ノーマッドにアマチュア選手として契約を交わした。1988年にはリーグMVPを受賞している。 その後、1990年にアメリカンプロサッカーリーグ(APSL)のサンフランシスコベイ・ブラックホークスでプロ選手としてのキャリアをスタートさせ、1992年にコロラド・フォクセスに移籍した。 1995年から翌年にかけては、メキシコのクルブ・レオンで活躍し、1996年、メジャーリーグサッカーのコロラド・ラピッズと契約した。バルボアはラピッズでの6シーズンに渡り、監督が変わっても、常にリーダーシップを発揮し続けた。その間、1990年、1994年、1998年の3度のワールドカップにもアメリカ代表として本戦に参加した。2002年、メトロスターズにトレードとなったが、怪我もあり、出場はわずかに5分に留まり、そのシーズン限りで引退した。
アメリカでのキャリアの中で、2005年にはベストイレブンに選ばれている。
彼の選手時代を象徴するプレーとして、1994年の自国開催のワールドカップでコロンビアに勝利した試合でのバイシクルシュートが挙げられる。また、ラピッズ時代の2000年、コロンバス・クルーと対戦した時のバイシクルシュートは、同シーズンのMLSベストゴールになった。

## 代表経歴
バルボアはディフェンスの要として1990年、1994年のワールドカップでプレーした。初の代表試合は1988年のグアテマラ戦。代表での実績を評価され、1992年と1994年のUSサッカー・アスリート・オブ・ザ・イヤーに選ばれている。1995年、バルボアはアメリカの代表選手として100キャップという壁を越える最初の選手になった。

## 引退後

### クラブフロント
2004年のシーズン以降、彼の古巣である、コロラド・ラピッズの理事に着任した。

### ブロードキャスター
2003年、ABCのカバーするMLSオールスターゲームと、MLSカップのピッチサイドリポーターとしてデビューし、翌年には、ABCとESPNTVのレギュラーアナウンサーとなり、アメリカ代表戦を実況した。近年では、2006年のワールドカップで全米ナンバーワンチームとして、野球中継で名高いデーブ・オブライエンと組んで仕事をした。
2007年にはラジオにも進出し、デンバーに局を置く、マイル・ハイ・スポーツ・ラジオの「From The Pitch」をスタートさせた。 翌年、2008年の北京オリンピックのサッカー中継を担当したNBCスポーツの解説者を引き受けた。  彼はまた、スペイン語放送局であるテレフツラの番組「Contacto Deportivo」のゲスト解説者を現在も続けている。
2014年のブラジルワールドカップでもスペイン語局、ウニビシオンでアメリカ代表戦のコメンテーターを務めた。

### コーチ
2012年より、モナーク高校がバルボアを男子サッカーチームの監督として招聘している。

## 代表歴

### 出場大会
- アメリカ代表
  - 1990 FIFAワールドカップ
  - 1994 FIFAワールドカップ
  - 1998 FIFAワールドカップ

### 試合数
- 国際Aマッチ 127試合 13得点（1988年-2000年）[11][12]

| アメリカ代表 | 国際Aマッチ | 国際Aマッチ |
| 年           | 出場        | 得点        |
| ------------ | ----------- | ----------- |
| 1988         | 7           | 0           |
| 1989         | 4           | 0           |
| 1990         | 15          | 1           |
| 1991         | 15          | 2           |
| 1992         | 21          | 3           |
| 1993         | 10          | 0           |
| 1994         | 24          | 4           |
| 1995         | 6           | 1           |
| 1996         | 8           | 1           |
| 1997         | 10          | 0           |
| 1998         | 4           | 1           |
| 1999         | 2           | 0           |
| 2000         | 1           | 0           |
| 通算         | 127         | 13          |